# Leonel Fernández
Leonel Antonio Fernández Reyna (* 26. prosince 1953 Santo Domingo) je dominikánský právník a akademik, který v letech 1996 až 2000 a opět v letech 2004 až 2012 působil jako prezident Dominikánské republiky. Jeho administrativa se zaměřovala především na technologický a infrastrukturní rozvoj, makroekonomii a měnovou stabilitu. Dne 20. listopadu 2018 byl zvolen prezidentem World Federation of United Nations Associations, organizace která je zaměřena na podporu mnohostrannosti a hodnot OSN.

## Mládí
Fernández se narodil José Antoniovi Fernándezovi Collado a jeho ženě Yolandě Reyně Romero. V mládí se přestěhoval s rodinou do New Yorku, kde většinu doby žil ve čtvrti s velkým počtem etnických Dominikánců ve Washington Heights.
Po ukončení střední školy se vrátil do své vlasti, kde započal právnická studia na Universidad Autonoma de Santo Domingo. V té době také vstoupil do Dominikánské liberální strany (španělsky: Partido de la Liberación Dominicana (PLD)), která byla založena bývalým dominikánským prezidentem Juanem Boschem v roce 1973, poté, co sám opustil Dominikánskou revoluční stranu. Během prezidentských voleb v roce 1994 Fernández Bosche doprovázel a byl jeho kandidátem na viceprezidenta.

## Politická kariéra

### První prezidentské období (1996–2000)

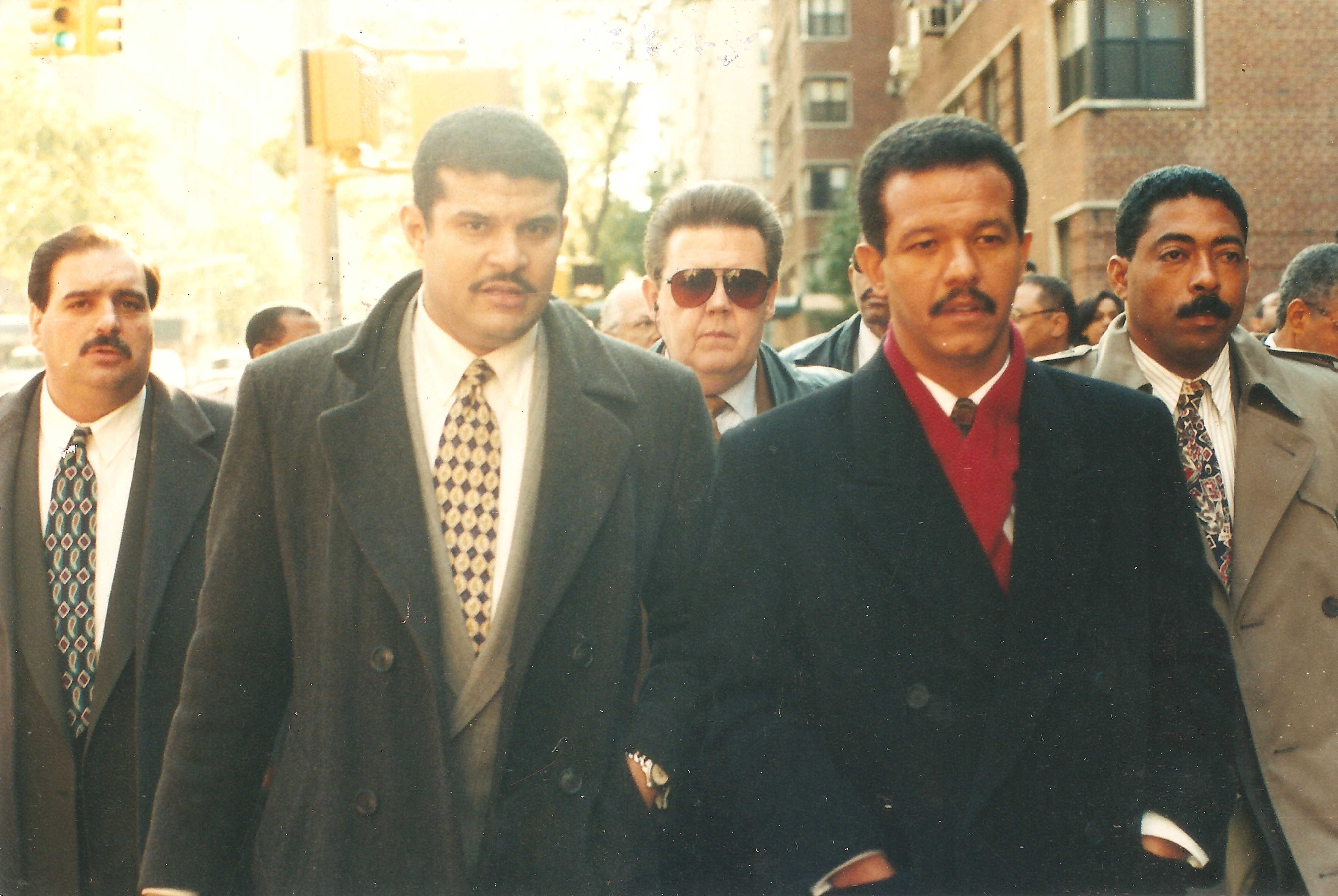
Leonel Fernández v roce 1996.

V prezidentských volbách v roce 1994 byl opětovně zvolen prezident Joaquín Balaguer. V té době se objevila mezinárodní obava ze zhoršujícího se politického napětí a strachu v Dominikánské republice a z hrozícího občanského povstání. Z těchto příčin byla v Dominikánské republice uzavřena dohoda známá pod označením Pacto por la Democracia (česky: Pakt pro demokracii). V rámci ní byly naplánovány mimořádné prezidentské volby na květen 1996 a zároveň se současný prezident zavázal v těchto volbách nekandidovat.
Během prvního kola prezidentských voleb konaných dne 16. května 1996 získal Fernández 38,9% hlasů a skončil tak na druhém místě za José Franciscem Peñou Gómezem. Během druhého kola, které se konalo dne 30. června 1996 získal Fernández 51,2 % hlasů. Prezidentskou přísahu složil 16. srpna 1996 a ve funkci tak nahradil Balaguera.
Během svého funkčního období v zemi zavedl pobídky pro přímé zahraniční investice a také se zaměřoval na megaprojekty, jako stavbu dálnic a tunelů, které zlepšovaly dopravní situaci v oblasti Santo Dominga a Santiaga, kde v té době žilo přibližně 40 % obyvatelstva státu.
V prezidentských volbách v roce 2000 nemohl svůj post obhajovat, neboť to neumožňovala dominikánská ústava. Jeho politická strana proto pořádala primárky, které vyhrál Danilo Medina z 52 % hlasů. Ve volbách však uspěl již během prvního kola jeho protikandidát Hipólito Mejía. A to i přes skutečnost, že nepřekonal hranici 50 % jeho vítězství Medina, který se umístil na druhém místě, okamžitě uznal.

### Druhé prezidentské období (2004–2008)

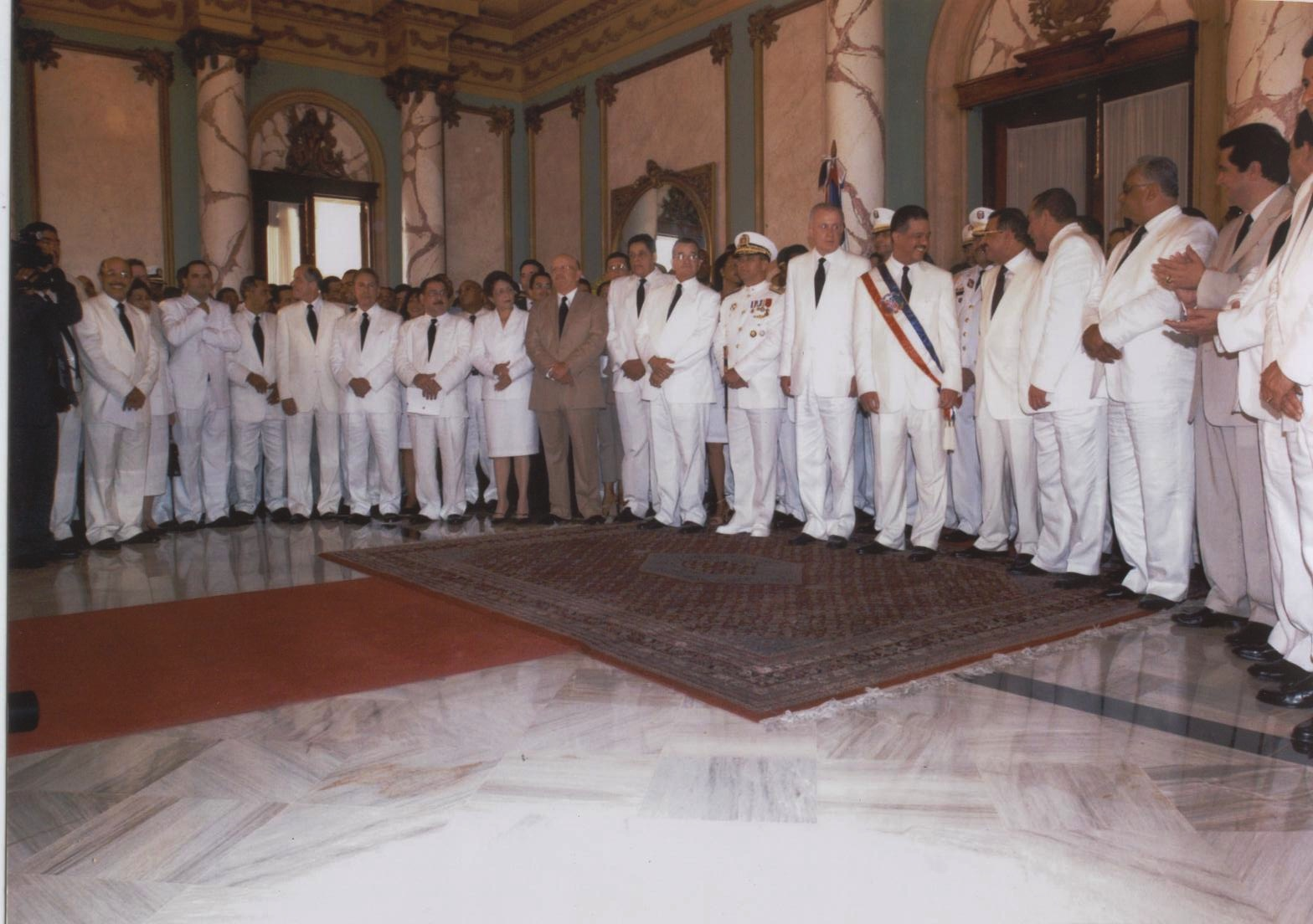
Přísaha prvního vládního kabinetu ve funkčním období 2004–2008.

Po druhé byl Fernández do úřadu prezidenta zvolen v prezidentských volbách konaných dne 16. května 2004, během kterých získal nadpoloviční většinu se ziskem 57 % hlasů. Tento výsledek byl druhým nejlepším volebním výsledkem v historii Dominikánské republiky. Prezidentskou přísahu složil dne 16. srpna 2004. Na jeho vítězství ve volbách měl značný vliv kolaps dominikánské ekonomiky. Tento kolaps byl zapříčiněn prudce stoupajícími cenami ropy a prudce klesající mezinárodní ekonomika po útocích 11. září 2001, stejně jako nadměrným zadlužováním země za vlády prezidenta Mejía a pádem třech bank – Banco Intercontinental (Banninter), Bancrédito a Banco Mercantil. Při pokusu odvrátit následný hospodářský chaos, Majíova administrativa vyplatila všechny zákazníky postižených bank, což ale ještě více prohloubilo zadlužení země. Někteří bankéři, kteří měli na pádu bank podíl byli či jsou souzeni, ale skutečný rozsah podvodu je těžké zjistit, díky značnému podplácení úředníků jak Fernándezovi tak Mejíovi správy a je tak složité určit skutečné příčiny, které vedly k zániku bank.
Místní sociolog José Ovieda napsal: „země mu důvěřuje v otázkách ekonomiky, ale nezdá se, že by věnoval tolik pozornosti sociálním otázkám“. Zdálo se ale, že ekonomická prosperita, na kterou se jeho vláda zaměřila, nezasáhla dostatečný počet lidí. Dle The Wall Street Journal se ekonomická situace během jeho posledního funkčního období dokonce zhoršila.

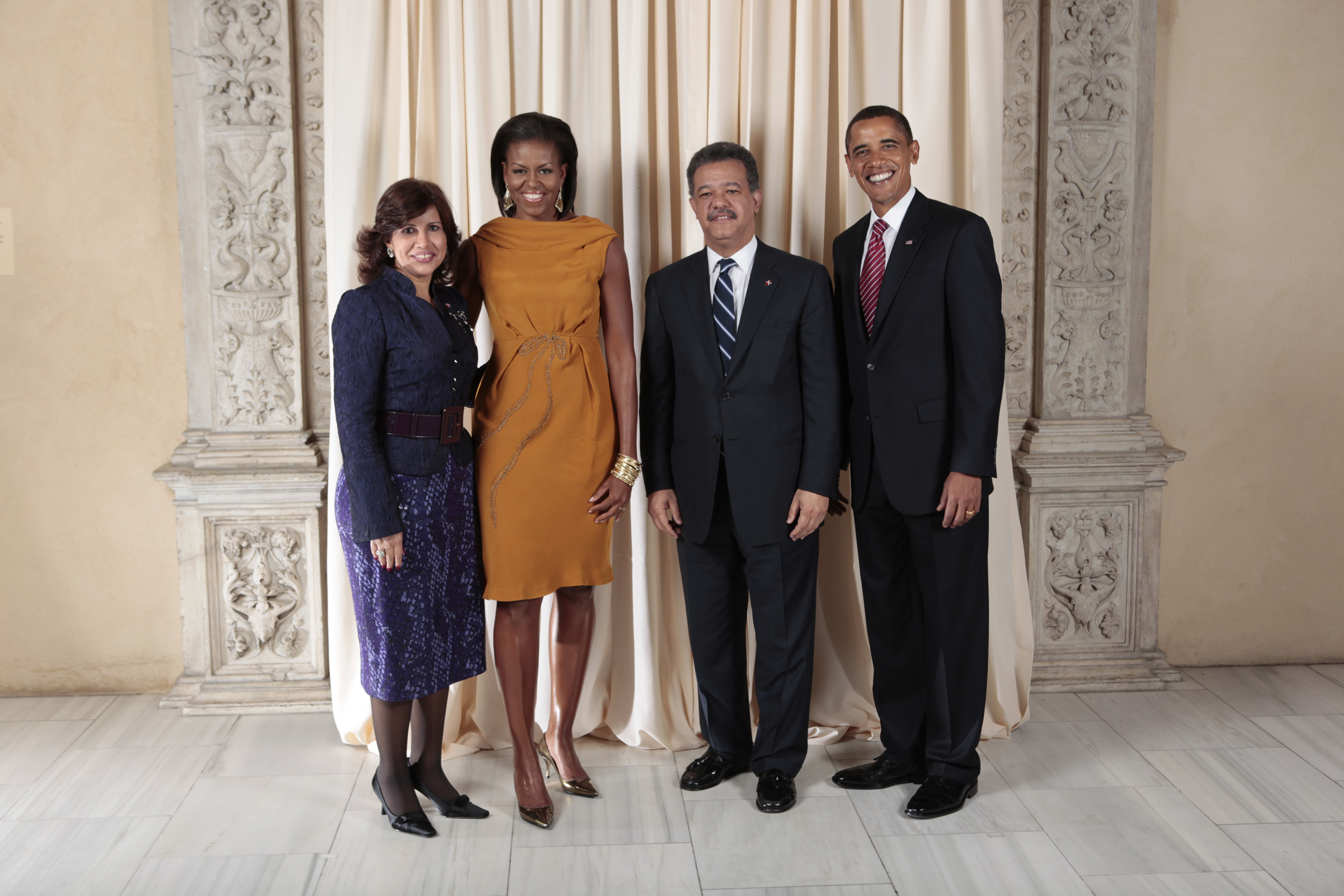
Barack a Michelle Obamovi během recepce v Metropolitním muzeu v New Yorku s Fernándezem a Margaritou Cedeño de Fernández v roce 2009

### Třetí prezidentské období (2008–2012)
Během funkčního období prezidenta Mejíy došlo ke změně ústavy, která nově umožňovala opakované zvolení do funkce prezidenta ihned po předchozím funkčním období. Ačkoliv sám Mejía byl při svém pokusu o znovuzvolení neúspěšný, umožnilo to opětovnou kandidaturu jeho následníka v úřadě prezidenta Fernándeze. Dne 7. května 2007, navzdory velkému sporu o to, zda by měla strana PLD podpořit možnost jeho znovuzvolení, Fernández vyhrál stranické primárky se ziskem 72 % hlasů proti svému protivníkovi Danilo Medinovi. Na základě hlasování se Fernández stal oficiální kandidátem strany v prezidentských volbách konaných v květnu 2008.
Fernandéz byl vyhlášen vítězem voleb dne 16. května 2008, kdy se ziskem 53 % hlasů porazil šest svých protikandidátů, včetně Miguela Vargase, který získal 41 % hlasů. Vargas také tentýž den uznal svou porážku. Fernández svou prezidentskou přísahu složil dne 16. srpna 2008 během tradiční ceremonie v Národním kongresu.

## Rodina a osobní život
Poprvé se Fernández oženil s Rocío Domínguez Quezadou v roce 1987, se kterou zplodil dvě děti, Omara a Nicole. V roce 1996 se pár rozvedl. Podruhé se oženil v roce 2003, kdy si vzal Margaritu Cedeño Lizardo, se kterou má dceru Yolandu Américu Maríu. Pár se rozvedl v roce 2022.
Kromě své mateřské španělštiny mluví také plynule anglicky a francouzsky.

## Vyznamenání a ocenění
- velkokříž s řetězem Řádu zásluh o Italskou republiku – Itálie, 19. ledna 1999[17]
- velkokříž s řetězem Řádu Quetzala – Guatemala, 2011 – udělil prezident Álvaro Colom[18]
- velkokříž se zlatou hvězdou Řádu José Cecilia Del Valle – Honduras, 2013

- World Peace Culture Award (6. dubna 2008)